# Hadise
Hadise Açıkgöz (n. 22 octombrie 1985) cunoscută sub numele de Hadise, este o cântăreață belgiană de muzică rhythm and blues. Cântăreața a debutat în anul 2004 cu discul single „Sweat” de pe albumul cu același nume, ce s-a clasat pe locul 19 în clasamentul din regiunea belgiană Flandra. Materialul de debut a fost promovat cu ajutorul altor extrase pe single, cel mai reprezentativ fiind „Milk Chocolate Girl”. Pentru discul de debut cântăreața a primit un premiu TMF în Belgia și un trofeu „Fluturele de aur” (în limba turcă „Altın Kelebek”) în Turcia. Cel de-al doilea album de studio al interpretei, Hadise, a fost promovat atât în țara natală a artistei, cât și în Turcia, cu ajutorul unor piese precum „A Good Kiss” sau „My Body”.
În anul 2009, Hadise a reprezentat Turcia la Concursul muzical Eurovision, ce s-a desfășurat în capitala Rusiei, Moscova, cu piesa „Düm Tek Tek”. Cântecul a acumulat un total de 177 puncte, plasând-o pe interpretă pe locul patru în clasamentul final. „Düm Tek Tek” este și primul extras pe single de pe cel de-al treilea disc al artistei, Fast Life, lansat în mai 2009. Primul material discografic de studio al artistei în limba turcă, Kahraman, a fost lansat la sfârșitul lunii iunie a anului 2009 în țara sa de origine.
Numele cântăreței înseamnă în limba turcă „eveniment”.

## Viața
Hadise s-a născut în orașul Mol, situat în provincia Anvers, Belgia, pe data de 22 octombrie 1985. Părinți săi au emigrat în Europa din Sivas, Turcia. Artista mai are două surori și un frate, numele său fiind ales de unul dintre bunici. Numele de Hadise era destinat uneia dintre surori, dar în final cântăreața a ajuns să-l poarte.
Cântăreața a manifestat încă de la o vârstă fragedă o pasiune deosebită pentru muzică. După ce și-a completat studiile în economie și limbi moderne, Hadise a hotărât să înceapă o carieră muzicală. De asemenea, ea a studiat marketing în Hasselt. Ulterior, artista a intrat în competiția Idool 2003, versiunea flamandă a spectacolului Pop Idol, la vârsta de doar șaptesprezece ani. Cu toate că nu s-a calificat în primii zece finaliști, lui Açıkgöz i s-a oferit un contract cu o casă de discuri. Hadise vorbește fluent cinci limbi, turcă, flamandă, franceză, germană și engleză, calitate demonstrată în cadrul emisiunii Ibo Show difuzată în Turcia, pe data de 20 iunie 2008.

## Cariera muzicală

### Debutul cu materialul «Sweat»

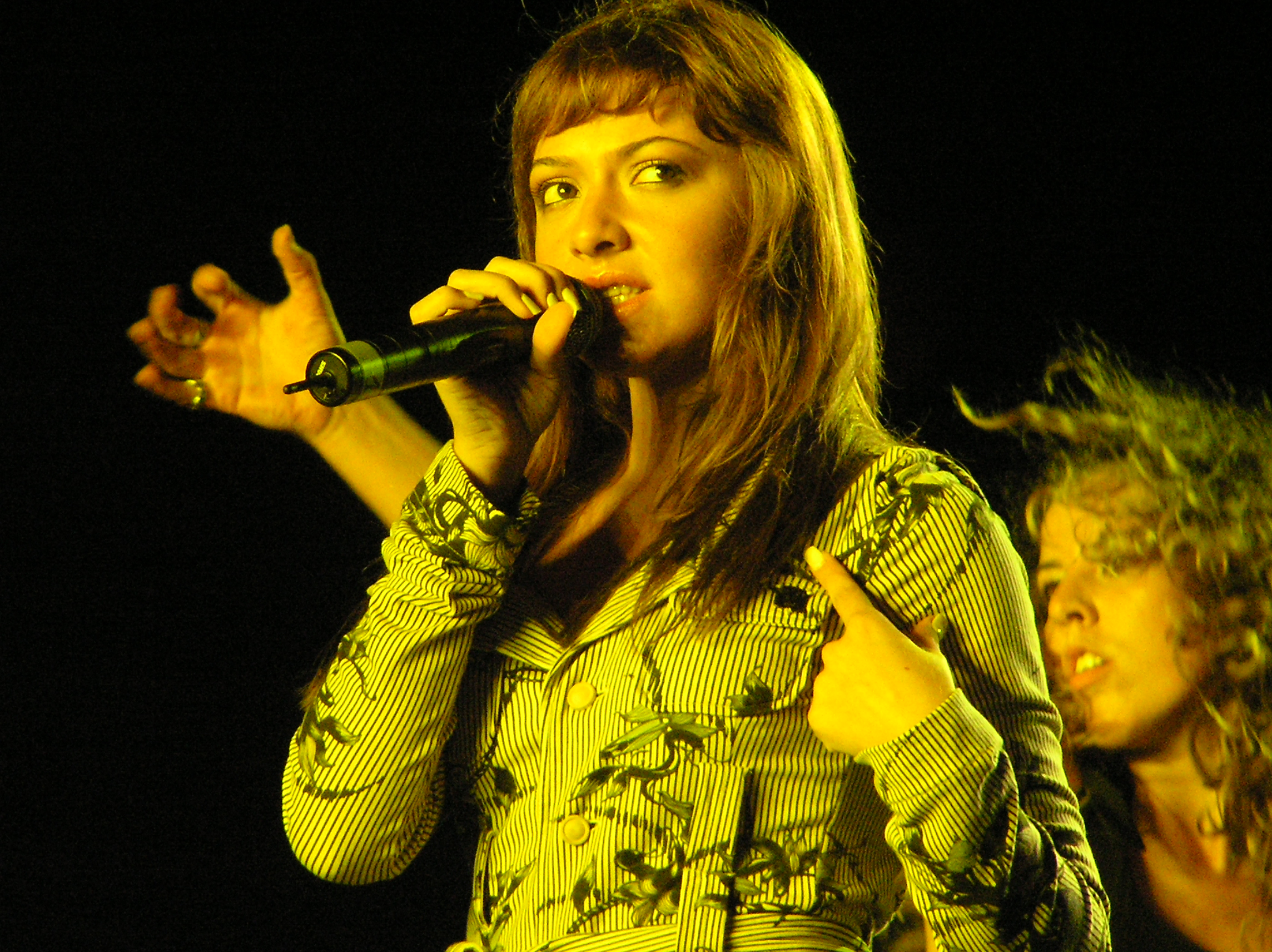
Hadise într-un concert susținut în orașul belgian Anvers.

În anul 2003, artista a avut o apariție în cadrul emisiunii Idool 2003, unde a fost remarcată de managerul casei de discuri 2 Brain Records, Johan Hendrickx, care a luat legătura cu ea și i-a oferit un contract, după ce a urmărit interpretările sale în cadrul spectacolului. Deși nu a intrat în primii zece finaliști ai concursului, Hadise a fost promovată la nivel național prin intermediul casei de discuri cu care ajunsese la o înțelegere. Discul single de debut, „Sweat”, a fost lansat în luna noiembrie a anului 2004 și s-a poziționat pe locul 19 în clasamentul Ultratop 50 Singles Chart. Un al doilea single, „Stir Me Up”, a devenit popular atât în Turcia cât și în țara natală a interpretei, printre textieri numărându-se și cântăreața.
Materialul de debut, Sweat, a fost realizat în colaborare cu Yves Gaillard și a fost lansat la începutul lunii noiembrie a anului 2005. De pe acesta au mai fost promovate trei cântece, cel mai cunoscut fiind „Milk Chocolate Girl”, care a devenit primul hit de top 15 al lui Hadise în Flandra. Sweat s-a clasat pe locul 17 în clasamentul albumelor lansate de artiști belgieni din țara sa natală și s-a poziționat pe treapta cu numărul 52 în topul general. Din totalul de paisprezece cântece incluse pe discul de debut, Hadise a participat la compunerea textului pentru jumătate dintre ele.

### Succesul în Turcia cu albumul «Hadise»

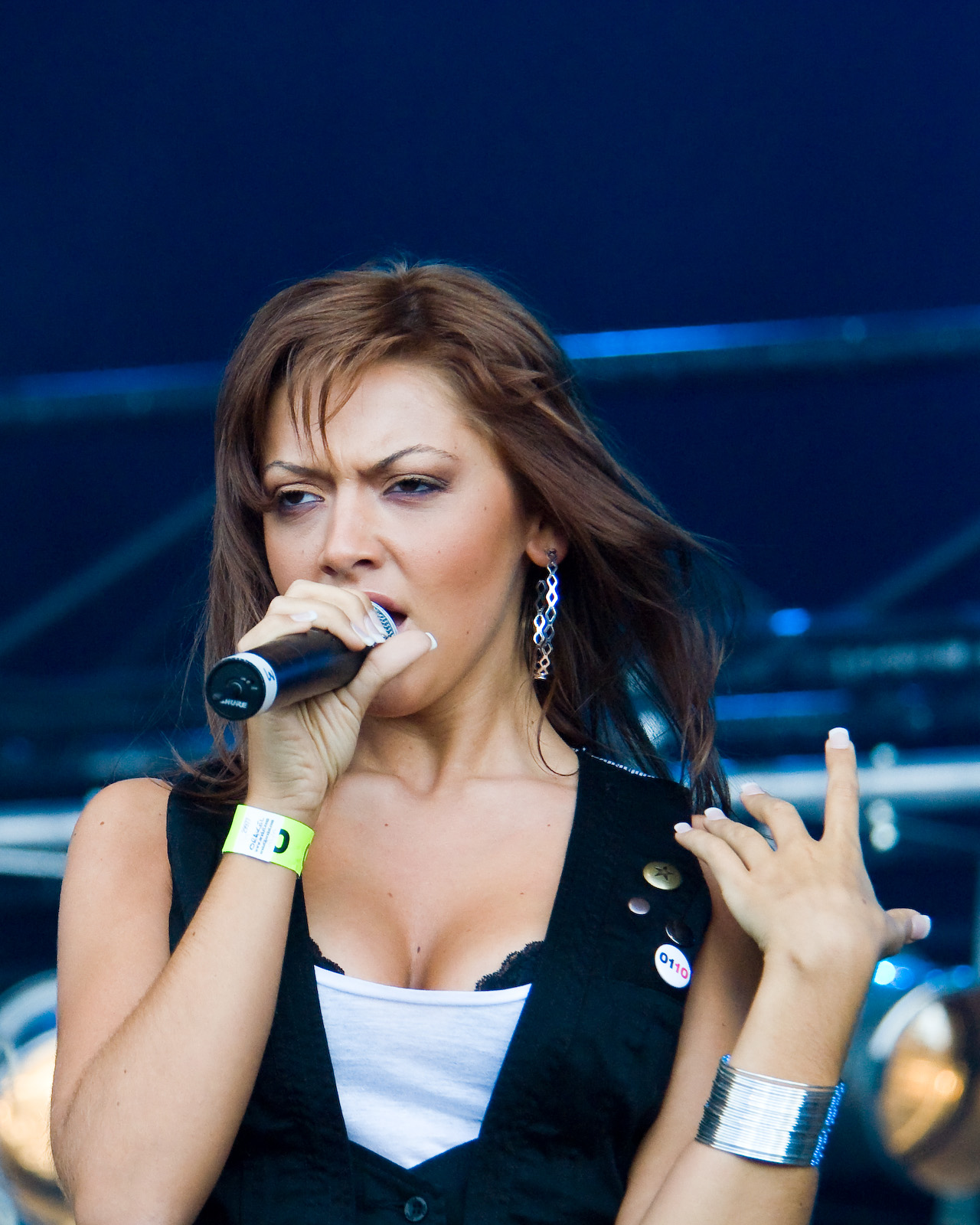
Hadise într-un concert susținut în orașul belgian Gent în noiembrie 2006.

Cel de-al doilea album de studio al interpretei, intitulat Hadise, a fost lansat pe data de 6 iunie 2008 în Belgia. Materialul se dorea a fi numit On High Heels, sintagmă ce avea să simbolizeze faptul că odată cu trecerea timpului artista a evoluat pe plan profesional. Înregistrările pentru album au luat startul la finele anului 2007, fiind completate în țări precum Belgia, Franța, Italia sau Turcia.
Primul cântec promovat de pe noul disc a fost piesa „A Good Kiss”, devenind astfel și întâiul cântec semnat Hadise care a intrat în topul realizat de revista Billboard, Turkish Singles Chart, unde a obținut locul 6. „A Good Kiss” a fost tradus și adaptat de Sezen Aksu, pentru a fi promovat în Turcia, unde a devenit unul dintre cele mai difuzate cântece ale verii anului 2008. Pentru promovarea în Belgia, artista a mai lansat două extrase pe single, „My Body”, prima piesă de top 10 a artistei în Flandra și „My Man and the Devil on His Shoulder”, ce s-a transformat într-un eșec de proporții în țara sa natală. În afara succesului comercial de care a dat dovadă, „My Body” a devenit apreciat și în rândul criticilor muzicali de specialitate, primind preponderent recenzii pozitive.
Pentru a veni în sprijinul versiunii albumului lansate în Turcia, Hadise a lansat alte două discuri single, doar pentru această parte a lumii, „Deli Oğlan” (versiunea în limba turcă a piesei „A Good Kiss”) și „Așkkolik”, ambele ocupând poziții de top 20 în Turkish Singles Chart. În anul 2008, Açıkgöz a colaborat cu interpretul Serdar Ortaç la piesa „Düșman”, inclusă pe albumul lui Ortç, Nefes. În iulie 2008, Hadise a declarat faptul că s-a întâlnit cu artistul hip-hop Kevin Federline, în timpul unei călătorii efectuate în Statele Unite ale Americii. Potrivit artistei, cei doi au înregistrat o serie de cântece pentru un viitor album. În luna octombrie, a anului 2008 artista a devenit prezentatoarea versiunii X Factor difuzat în regiunea belgiană Flandra. Materialul Hadise a fost lansat și în Turcia pe data de 24 septembrie 2008.

### Participarea la Concursul muzical Eurovision
Hadise a declarat faptul că nu va participa niciodată la Concursul muzical Eurovision, după ce prietena sa, Kate Ryan, nu s-a calificat în finala spectacolului din 2007. Cu toate acestea, în anul 2008, artista a susținut faptul că ar fi încântată dacă ar putea reprezenta Turcia în cadrul aceleiași emisiuni, fiind desemnată candidata țării sale adoptive la spectacol pe data de 24 octombrie 2008. Încă dinainte de a fi votată, Hadise era favorită, datorită faptului că numeroase sondaje de opinie o considerau câștigătoare selecției regionale. Açıkgöz a susținut faptul că va susține Turcia și nu Belgia, datorită faptului că își dorește să devină mai populară pe tărâmul asiatic. De asemenea, au existat speculații conform cărora Hadise a concurat de partea Turciei datorită unei înțelegeri financiare secrete.
În cadrul spectacolului susținut la Moscova, Rusia, artista a interpretat piesa „Düm Tek Tek”, o melodie ce conține o mulțime de elemente specifice muzicii orientale, îmbinate armonios cu influențele muzicii occidentale. Reprezentanta României, cântăreața Elena Gheorghe, a declarat în cadrul emisiunii Nașul, difuzată pe postul de televiziune B1 TV, faptul că, în opinia sa, piesa este una comercială. Pentru a promova cântecul, Hadise a pornit într-un mini-turneu ce a avut drept destinații Malta, Germania Grecia, Macedonia, Muntenegru, Bulgaria, România și Republica Moldova. „Düm Tek Tek” a participat în prima semifinală, unde s-a poziționat pe locul secund datorită celor 172 puncte acumulate. În marea finală ce s-a desfășurat pe data de 16 mai 2009, Hadise s-a clasat pe locul 4 în clasamentul general, datorită unui total de 177 puncte primite din partea celor peste patruzeci de state europene.

### «Fast Life» și «Kahraman»
La finele anului 2008, interpreta a declarat faptul că viitorul său album de studio va avea o orientare preponderent urbană, printre personalul angajat aflându-se compozitori și coregrafi ce au lucrat cu artiști ca Alicia Keys, Britney Spears sau Justin Timberlake. Açıkgöz a dezvăluit numele celui de-al treilea material de studio în premieră prin intermediul profilului său de pe website-ul MySpace. Discul, intitulat Fast Life a fost lansat în Belgia la începutul lunii mai a anului 2009. Primul extras pe single îl constituie chiar piesa cu care Açıkgöz a luat parte la competiția muzicală continentală, Eurovision, „Düm Tek Tek”. Datorită succesului obținut de reprezentanta Turciei, cântecul a obținut locul 1 în regiunea belgiană Flandra și a intrat în diverse clasamente europene, străine celorlalte discuri single lansate în trecut de artistă. Artista a vizitat România alături de interpretul de muzică pop Tarkan, în luna aprilie a anului 2009, scopul vizitei constituindu-l un concert susținut de cei doi. Cel de-al doilea single al albumului, „Fast Life” beneficiază de un videoclip și a obținut locul 52 în lista celor mai bine vândute cântece din Flandra.
La finele lunii iunie a anului 2009, Hadise a lansat în țara sa de origine un nou material discografic de studio, primul în limba turcă, intitulat Kahraman. Acesta conține treisprezece cântece și urmează a fi promovat cu ajutorul discului single „Evlenmeliyiz”. Piesa a debutat pe locul 38 în țara de origine a artistei și a urcat până pe locul 6.

## Influențe și stilul muzical
Hadise a recunoscut faptul că le simpatizează pe interpretele Christina Aguilera, Beyoncé, Janet Jackson, Alicia Keys, Brandy sau Toni Braxton. Artista și-a construit un stil unic, prin îmbinarea muzicii pop turcești cu ritmurile occidentale ale muzicii rhythm and blues. Câteva exemple relevante ale acestui stil unic sunt piesele „Stir Me Up”, „Bad Boy” sau „A Good Kiss”. Pe cel de-al treilea material discografic de studio, Fast Life, se regăsesc melodii cu influențe urbane, în procesul de compunere al discului artista colaborând cu producători ce au lucrat cu artiști precum Alicia Keys, Britney Spears sau Justin Timberlake. De asemenea, Hadise a fost supranumită versiunea turcească a lui „Beyoncé”.

## Proiecte non-muzicale

### Cariera în televiziune și industria cinematografică
După participarea la concursul Idool 2003, artista a trecut în postura de prezentatoare de televiziune. Astfel, în anul 2006, Hadise a luat parte la spectacolul Turkiye Popstar, un program ce beneficia de atenția unui număr de peste 20 de milioane de telespectatori săptămânal. La finele anului 2008, cântăreața a acceptat oferta de a deveni moderatoarea concursului X Factor, în țara sa natală, Belgia. În ciuda faptului că aceasta a constituit prima experiență de acest gen în Belgia, interpreta a fost aclamată pentru priceperea sa. Hadise a fost apreciată de concurenții ediției, aceștia fiindu-i recunoscători pentru faptul că i-a ghidat pe tot parcursul spectacolului.
Artista a primit două oferte de a apărea într-o producție cinematografică. Hadise a refuzat această ofertă, detalii semnificative despre film nefiind date publicității. În luna iulie a anului 2008, Açıkgöz a fost din nou contactată pentru a lua parte la filmările unei comedii turcești.

## Imaginea
Controverse
Artista a stârnit o serie de controverse datorită imaginii sale provocatoare, Hadise declarând despre aceste lucruri următoarele: „unii turci o găsesc [imaginea promovată] extraordinară, însă unii o consideră prea nepotrivită”.  Cântăreața a primit o sumedenie de critici datorită imaginii abordate în videoclipul piesei „Deli Oğlan”. Înainte de lansarea oficială și de startul difuzării materialului, pe internet au apărut fotografii din culisele realizării clipului, în acestea fiind afișată Hadise alături de un fotomodel, cei doi fiind surprinși în ipostaze considerate erotice. Interpreta a eliminat ulterior secvențele ce au dus la crearea controversei, datorită unei neînțelegeri cu modelul prezent în videoclip. Într-un interviu acordat postului de televiziune MTV Turcia, în cadrul emisiunii Beni MTV, Hadise a fost întrebată care este reacția ei față de discuțiile stârnite în jurul videoclipului „Deli Oğlan”, însă aceasta a refuzat să comenteze aspectul invocat.
O altă serie de controverse a pornit în momentul în care interpreta a început promovarea cântecului „Düm Tek Tek”. Pe internet au fost lansate de Hadise câteva clipuri promoționale, ce constituiau secvențe ale videoclipului. În urma acestui lucru, televiziunea națională din Turcia a refuzat să difuzeze videoclipul datorită faptului că acesta conține imagini mult prea provocatoare. Referitor la acest fapt, impresarul lui Hadise, Süheyl Atay, a declarat următoarele: „televiziunea națională nu are niciun fel de competență în restricționarea productivității artistului [...] Cele apărute în presă începând cu data de 22 martie 2009 nu reflectă realitatea”. Atay a subliniat faptul că varianta finală a videoclipului nu era finalizată și încă se mai lucra la procesul de creare al produsului final.
Filantropie
Interpreta a luat parte, împreună cu alți artiști, la un spectacol caritabil susținut în Belgia. Hadise a fost cea care a deschis evenimentul, iar suma de 1,6 milioane de euro a fost folosită în scopul unor cercetări referitoare la cancer.
Reclame și contracte de publicitare
Açıkgöz a semnat un contract de publicitate cu firma Yedigun, o companie de sucuri din Turcia. În urma semnării acestui act, Hadise a fost implicată în campania de promovare, fiind prezentă în spoturi televizate, pe afișe și participând la un turneu.

## Discografie
Albume de studio
- 2005: Sweat
- 2008: Hadise
- 2009: Fast Life
- 2009: Kahraman
- 2011: Așk Kaç Beden Giyer?
- 2014: Tavsiye

## Nominalizări și premii obținute
| An   | Titlu               | Secțiunea                          | Nominalizată pentru: | Rezultat     | Referință     |
| ---- | ------------------- | ---------------------------------- | -------------------- | ------------ | ------------- |
| 2005 | Premiile TMF        | Cel mai bun debut                  | Sweat                | Nominalizată | [ 15 ] [ 67 ] |
| 2005 | „Fluturele de Aur”  | Cea mai bună interpretă            | „Stir Me Up”         | Câștigat     | [ 7 ]         |
| 2006 | Premiile TMF        | Cel mai bun R&B                    | Sweat                | Câștigat     | [ 2 ]         |
| 2007 | Premiile TMF        | Cel mai bun R&B                    | „A Good Kiss”        | Câștigat     | [ 2 ]         |
| 2008 | Europe Music Awards | Cel mai bun artist turc            | „Deli Oğlan”         | Nominalizată | [ 68 ]        |
| 2008 | Premiile TMF        | Cel mai bun R&B                    | „My Body”            | Nominalizată | [ 69 ]        |
| 2008 | Premiile TMF        | Cea mai bună interpretă            | Hadise               | Nominalizată | [ 69 ]        |
| 2008 | Premiile TMF        | Cel mai bun videoclip              | „My Body”            | Nominalizată | [ 69 ]        |
| 2009 | Jetix Kids Awards   | Cea mai bună interpretă din Turcia | „Deli Oğlan”         | Câștigat     | [ 70 ]        |
| 2009 | „Kral TV Awards”    | Cântecul anului                    | „Deli Oğlan”         | Nominalizată | [ 71 ]        |
| 2009 | „Kral TV Awards”    | Artistul pop al anului             | „Deli Oğlan”         | Nominalizată | [ 72 ]        |
| 2009 | „Fluturele de Aur”  | Cea mai bună interpretă            | „Düm Tek Tek”        | Câștigat     | [ 73 ]        |
| 2009 | „Fluturele de Aur”  | Cel mai bun cântec                 | „Düm Tek Tek”        | Câștigat     | [ 73 ]        |